# Notocorrhenes dispersa
Notocorrhenes dispersa là một loài bọ cánh cứng trong họ Cerambycidae.